# Lamellomorpha
Lamellomorpha is een geslacht van sponsdieren uit de klasse van de Demospongiae (gewone sponzen). 

## Soort
- Lamellomorpha australis Kelly & Cárdenas, 2019
- Lamellomorpha strongylata Bergquist, 1968